# Bichenek River
Bichenek River är ett vattendrag i Azerbajdzjan. Det ligger i den sydvästra delen av landet, 400 kilometer väster om huvudstaden Baku.
Trakten runt Bichenek River består i huvudsak av gräsmarker. Runt Bichenek River är det ganska glesbefolkat, med 40 invånare per kvadratkilometer.